# JJ-1 (航空機)
JJ-1
北京市昌平区大湯山殻の中国空軍航空博物館にて
- 分類：ジェット練習機
- 設計者：徐舜寿
- 製造者：瀋陽飛機工業集団
- 初飛行：1958年7月26日[1]
- 生産数：3機（2機：飛行、1機：静的試験）

JJ-1（中国名：歼教-1、红专503）は、1950年代に中華人民共和国（PRC）で開発されたジェット練習機である。徐舜寿が主任設計者を務め、中国で初めて設計されたジェット機である。2機のプロトタイプが飛行したが、それ以上の開発は中止された。 

## 設計と開発
イデオロギーの違いから、ソビエト連邦は1950年代初頭に中国との関係を断絶し、中国がソ連の近代技術、特に航空機や航空関連機器へアクセスできないようにした。中華人民解放軍空軍がジェット戦闘機の再装備と飛行訓練ができるようにするために、瀋陽飛機工業集団は、プロトタイプのジェットトレーナーを設計・作成するために中華人民解放軍空軍のアプローチを受けた。 
徐俊寿が主任設計者を務め、黄志千と叶正大が副設計者を務めた。徐は平均年齢がたった22歳の108人のチームを率いた。チームメンバーのほとんどが大学を卒業したばかりで、航空機の設計経験があるのは、徐、黄、陆孝彭の3人だけであった。 
中華人民解放軍空軍の要求に応えるために、瀋陽の設計者はJJ-1を設計した。これは直線翼機で、格納式の三輪の着陸装置を持ち、タンデム配置コックピットには前部コックピットを覆うサイドヒンジ式キャノピーと後部コックピットを覆う後方スライド式キャノピー（JJ-5と非常によく似ている）があり、前部コックピットの両側に吸気口がある。  
動力は瀋陽飛機開発事務所のPF-1A（ロールス・ロイス ダーウェントのコピーであるクリーモフ RD-500の中国製コピー）、胴体中央部に取り付けられた遠心圧縮ターボジェットで供給され、胴体尾部に伸びるジェットパイプを通って排気された。武装は23mm（0.91インチ）口径の自動小銃1門であったと思われる。 
プロペラ機から基本的なジェット戦闘機にパイロットがほぼ問題なく移行できることが判明したため、生産は行われなかった。しかし、中国で設計された初のジェット機として、JJ-1は中国の航空機製造業の新時代を切り開いた。 

## 運用履歴
開発が中止されるまでに、2つのプロトタイプと静的試験機で試験が行われた。 

## 仕様（JJ-1）
出典：International Resin Modellers, Chinese Aircraft: China's aviation industry since 1951
一般的特性
- 乗員：2
- 長さ：10.56 m (34 ft 8 in)
- 翼幅：11.43 m (37 ft 6 in)
- 高さ：3.94 m (12 ft 11 in)
- 最大離陸重量：4,602 kg (10,146 lb)
- 発動機：1 × SADO PF-1A 遠心圧縮式ターボジェット

性能
- 最大速度：高度 8,000 m (26,000 ft)で 840 km/h (520 mph, 450 kn)
- 航続距離：1,328 km (825 マイル, 717 海里)

兵装
- 1x 23 mm (0.91 in) 自動小銃

## 参照
1. 1 2 3 4 5 6  Gordon, Yefim; Dmitry Komissarov (2008). Chinese Aircraft:China's aviation industry since 1951. Manchester: Hikoki Publications. pp. 178–179. ISBN 978-1-902109-04-6
2. ↑  “100年前的今日诞生了新中国航空工业首代宗师”. China Aviation News (2017年8月21日). 2019年2月16日閲覧。
3. ↑  “Jian Jiao JJ-1 [Fighter Trainer]”. Globalsecurity.org. 2019年2月15日閲覧。
4. ↑  “一代宗师徐舜寿逝世50周年 系中国首架喷气飞机总师”. Sina (2018年1月8日). 2019年2月14日閲覧。
5. ↑  “十大飞机设计师：中国航空设计一代宗师徐舜寿”. Phoenix News (2011年4月1日). 2019年2月14日閲覧。
6. ↑  “The 红专-503 Hong Zhuan "Red Special" or 歼教-1  Jian Jiao "Fighter Trainer" also known as the Shenyang JJ-1  红专-503 歼教-1 (战斗机 教练员 航空器-1)”. www.internationalresinmodellers.com. 2015年3月6日閲覧。